# Hipermnestra
Hipermnestra (grč.Ὑπερμνήστρα, lat. Hypermnestra)- u grčkoj mitologiji bila kći kralja Danaja i žena Linkeja, njegova nsljednika na argejskom prijestolju. Jedna od 50 Danaida

## Mitologija
Bila je najmlađa od 50 Danajevih kćeri koja jedina nije poslušala očevu zapovijed da u svadbenoj noći ubije vlastita muža. Tako je izbjegla sudbinu 49 svojih sestara koje su bogovi kaznili tako da vječno nalijevaju bure bez dna. Naime Hipermnestru su bogovi odlučili nagraditi sretnim brakom i slavnim potomcima. Od njegova roda potječu pored drugih junaci Perzej i Heraklo.